# Georg Gebhardt
Georg Gebhardt (29 de abril de 1901 - 6 de julho de 1975) foi um oficial alemão que serviu no Deutsches Heer durante a Segunda Guerra Mundial. Foi condecorado com a Cruz de Cavaleiro da Cruz de Ferro com Folhas de Carvalho.

## Condecorações
| Nome                                                             | Data                    |
| ---------------------------------------------------------------- | ----------------------- |
| Cruz de Ferro (1939) 2ª Classe                                   | 2 de julho de 1941      |
| Cruz de Ferro (1939) 1ª Classe                                   | 22 de novembro de 1941  |
| Distintivo de Feridos (1939) em Preto                            |                         |
| Distintivo de Feridos (1939) em Prata                            |                         |
| Distintivo de Feridos (1939) em Ouro                             |                         |
| Distintivo da infantaria de assalto                              | 18 de março de 1942     |
| Medalha da Frente Oriental                                       | 10 de agosto de 1942    |
| Cruz Germânica em Ouro                                           | 27 de janeiro de 1944   |
| Cruz de Cavaleiro da Cruz de Ferro                               | 23 de outubro de 1944   |
| Cruz de Cavaleiro da Cruz de Ferro com Folhas de Carvalho nº 743 | 19 de fevereiro de 1945 |